# Grad Krmin
Grad Krmin  (italijansko Cormons) je stal nad Krminom v Goriški pokrajini na vrhu Krminske gore (Monte Quarin (274 m)), kjer se še nahajajo veličastne ruševine gradu. 

## Zgodovina
Zgodovinski viri grad ali trdnjavo Krmin omenjajo že od leta 630, najverjetneje pa je starejšega izvora.  Na hribu je obstajala utrdba že v rimskem času imenovana Cormontium. Grad so zasedli Langobardi, kot se spominja zgodovinar Pavel Diakon, je to bila pomembna razgledna in signalna točka. Šlo je za del langobardskega zidu (langobardskega limesa) pred invazijo Avarov (610). 
Več kot stoletje kasneje je grad/trdnjava v lasti in kot prebivališče oglejskih patriarhov. Po navedbah dokumenta iz leta 1159, so Oglejski patriarhi imeli v tej trdnjavi svoj sedež 200 let, ki naj bi bilo najsrečnejše obdobje Krmina (Cormonsa)  v zgodovini. Vendar to ne drži saj je patriarh Janez opravil to selitev leta 628, patriarh Kalist pa je sedež prenesel v Čedad leta 737.  Čedad je bil sedež longobardskih vojvod in središče ponovnega razcveta mestnega življenja, torej bolj zaželena od Krmina (Cormònsa), in postavil vidno podeželsko središče s premikanjem obrambne črte proti severu, ob reki Dravi. 
Grad na Kvarinu je prebivalcem verjetno zagotovil zavetje med napadi Madžarov med 9. in 10. stoletjem. Med poznejšo reorganizacijo cesarske moči v otonskem obdobju je leta 964 cesar Oton I. kraj podaril Oglejskemu patriarhu. V 10. stoletju je bil poleg prvotnega gradu na hribu Kvarin zgrajen še en grad ob vznožju hriba, ki je bil večji. Verjetno so ga zgradili Goriški grofje, saj je bila izgradnja dalj časa predmet spora med patriarhi in Goriškimi grofi. V 12. stoletju je bil spodnji grad okrepljen z dvema mestnima obzidjema. Leta 1277 se je spor razrešil, grad ali trdnjava pridobi priznanje lastništva in posesti  v rokah Goriških grofov, ki so jo imeli do leta 1497, ko je prišla v posest Habsburžanov. Ko so Goriški formalno prejeli grad Krmin ali »grad na Gori Kvarin« so to posest v sekundarni fevd predali vitezom Vogrskim, ki so bili njihovi zvesti vazali iz gradu Vogrsko  pri Gorici. Najbolj znan iz rodu je bil Fulkerij (Fulcherio). Tako so bili Vogrski kaštelani na gradu Krmin vse do poslednjega iz rodu Simona Vogrskega (†1511), ki je bil zaupnik Maksimilijana Habsburškega, ki mu je zaupal upravljanje goriške dežele. Rod Vogrskih je dal tudi precej pomembnih mož med cerkvene prelate. 
Benečani so dolgo nasprotovali, da bi trdnjava prišla v posest Habsburžanom. Zato so jo v vojni leta 1508 osvojili, kasneje izgubili in odvzeli leta 1511. Leta 1514 je bil vrnjen v avstrijske roke in dokončno razrušen. Benečani so grad leta 1618 morali vrniti Avstriji. Krmin je bil z Wormskim mirom (1521) dokončno dodeljen Habsburžanom. Opustitev gradu je mogoče datirati v 17. stoletje, kar je imelo za posledico sekularno, progresivno strukturno propadanje. Krmin je bil po krajši francoski okupaciji leta 1813 vključen v Pokneženo grofijo Gorica in Gradiška vse do maja 1915, ko ga je zasedla italijanska vojska.
Poleg ostankov zidov je zanimiva krožna zgradba s premerom 18 m, z do 5 m debelimi zidovi iz različnih obdobij.